# 霍皮人
霍皮人是联邦政府承认的一个美洲原住民部落，主要生活在亚利桑那州东北部方圆2531.773平方哩(6557.26平方公里)的霍皮族保留地中。根据2010年的人口普查，截至2010年美国共有18327名霍皮人。霍皮语是犹他-阿兹特克语族中30种方言之一。
霍皮人保留地整个被更大的纳瓦霍保留地所包围，两个民族共享纳瓦霍-霍皮联合使用区，但这恰恰成为了两民族冲突之源。根据1974年和1996年美国法令，该区域通过一座俗称大山的山脉来分区，这也导致了长期的纷争。

## 历史
霍皮人是美国西南部众多原住民之一。当16世纪西班牙人第一次遇到他们时，称这些人为“普韦布洛人”，因为他们所住的村庄(在西班牙语中叫普韦布洛斯)。霍皮族是古普韦布洛人的后裔(霍皮人：阿纳萨齐印第安人或纳瓦霍人：阿纳萨齐人)，他们沿“莫戈隆边缘”居住，在亚利桑那州东北、新墨西哥州西北和科罗拉多州西南部建造了一系列整套复合式住宅，特别是在公元12世纪到14世纪期间。后来，他们放弃了自己的大村庄。现在尚无任何研究人员了解其中的原因，有可能是水源枯竭迫使人们离开了居住地。

### 奥赖比村
旧奥赖比(Oraibi)村是四个古霍皮村庄之一，也是美国境内最古老的连续有人居住的村庄之一。16世纪40年代曾记录该村庄有1500-3000名居民。

### 1540年至1680年间与欧洲的早期接触
首次记录欧洲人与霍皮人接触的是公元1540年的西班牙人。西班牙将军弗朗西斯科·巴斯克斯·德·科罗纳多前往北美内陆探索，在祖尼人村中，他得知了霍皮部族，科罗纳多派出佩德罗-德-托瓦尔(Pedro de Tovar)及其他几人去寻找霍皮人村庄。西班牙人写道，他们访问的首个霍皮人村庄是“阿瓦托维”(Awatovi)，并指出，该村约有16000名霍皮人和祖尼人。几年后，西班牙探险家加西亚·洛佩斯·卡德纳斯(García López de Cárdenas)在勘查格兰德河的旅途中，也遇到了霍皮人。他们热情地款待了卡德纳斯和他的手下，并给他们指示了旅行线路。
在1582年至1583年间，“安东尼奥·德·埃斯佩霍”(Antonio de Espejo)的远征队探访了霍皮族。他指出，有五个霍皮族村庄和大约12000名霍皮人。在这些较早的时期，西班牙人在新大陆西南部探索和殖民，但从没有派出很多的部队或定居者到霍皮族的地方。他们对霍皮族的探访是随机的，分散在很多年间。很多时候主要是军队。
西班牙人定居于格兰德河附近，由于霍皮族人并不生活在他们探访过的河流附近，因此，也从未在这些地方留下过任何军队。1629年伴随着西班牙殖民者一道，传教士、天主教修士开始大量涌入。方济会开始期，先后有30名修士抵达霍皮族领地。方济会在“阿瓦托维村”分派了传教士并修建了一座教堂。霍皮人起初反对改信天主教，但在“波拉斯神父”声称他将十字架放在一位盲人青年的眼睛，他的视力就恢复了后，阿瓦托维村的霍皮人就开始信奉基督教了。但多数其他村庄的霍皮人则想维持自己的方式，继续抵制改变信仰。

### 1680年普韦布洛起义
西班牙天主教传教士在改变霍皮族宗教信仰，以及通过用严酷手段迫使他们放弃宗教习俗方面勉强取得成功。但西班牙占领者对霍皮族的实际奴役，是迫使他们接受强迫劳动并交出货物和农产品。西班牙人的压迫和试图对霍皮人信仰的改造，使得霍皮人对占领者的不满越益加深。只有阿瓦托维村的普韦布洛人明确改变了信仰。最终，在1680年，格兰德河普韦布洛印第安人提出了造反建议，得到了所有霍皮人的响应。
霍皮人和普韦布洛人的起义，第一次多个普韦布洛群体一起赶走了西班牙殖民者。在对西班牙的霍皮族反抗中，当地天主教使团遭到攻击，修士和神父们都被处死，教会及石头修建的宣教楼被拆除。后来，西班牙人花了近二十年的时间才重新取得对格兰德河普韦布洛人的控制，但此后，西班牙对更遥远的霍皮族区的影响则较为有限。1700年，西班牙修士开始在阿瓦托维村重建了一座规模更小教堂。1700年到1701年冬季，一队来自另一霍皮族村的男人们，在首领的号令下“血洗”了阿瓦托维村，杀光了村中所有的男人，并将妇女和小孩驱散到其它霍皮人村庄，然后彻底捣毁了该村，将其烧为平地。从此以后，虽然在17世纪中也断断续续地进行过一些尝试，但西班牙人始终未能重建起这座霍皮族村庄。

### 霍皮族与美国的关系，1849年-1946年

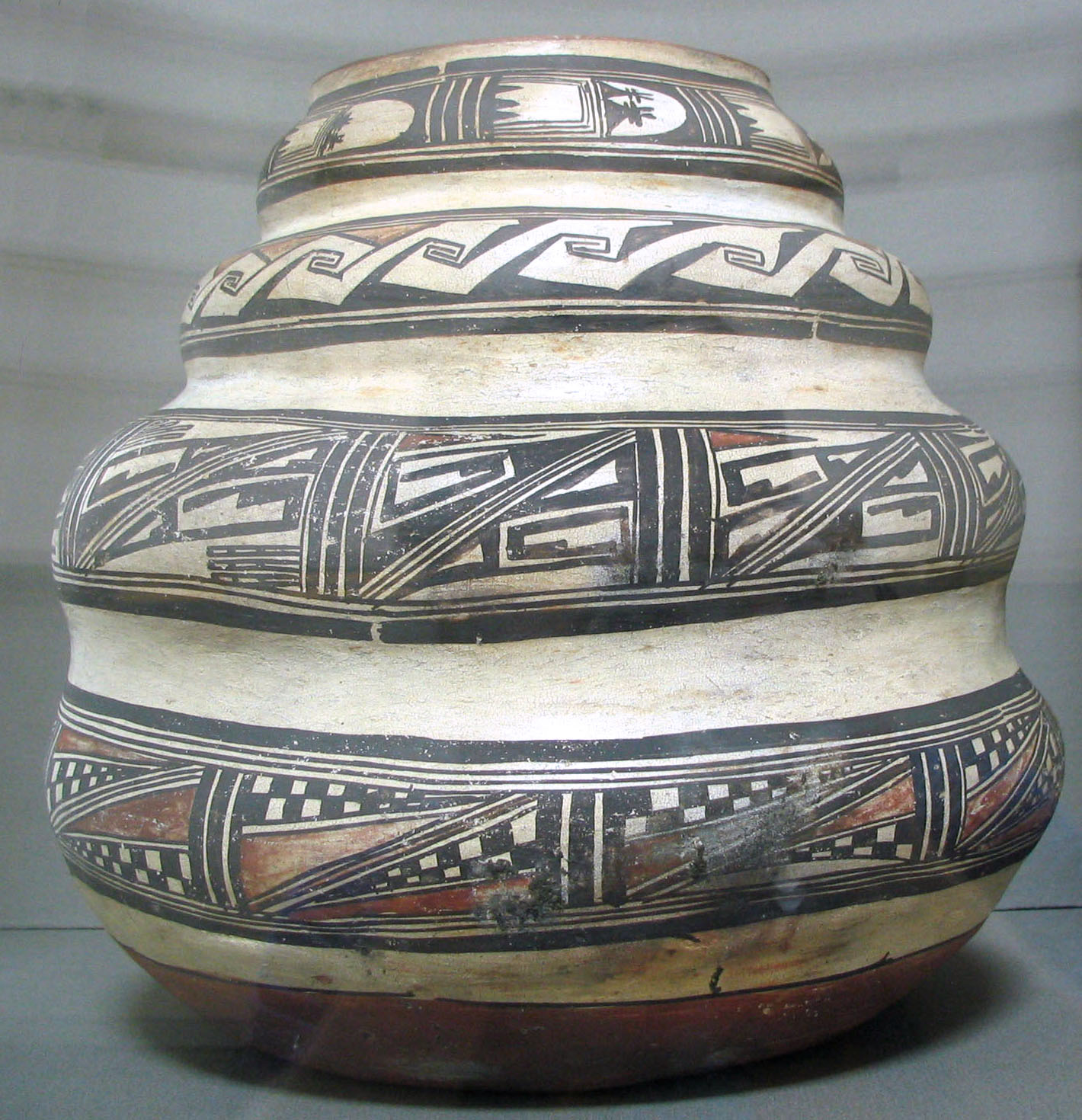
南培尧陶瓷罐, 约1880年

1849年，“詹姆斯·S·卡尔霍恩”(James S. Calhoun)被任命为美国西南部领地印第安事务官方代表，他在圣达菲设有总部，全权处理该区域所有印第安居民事务。霍皮族和美国政府间举行的首次正式会议是在1850年，当时7名霍皮族长老专程到圣达菲会见“卡尔霍恩”。他们希望得到政府保护，防止受到纳瓦霍族，一个与其他阿帕契族不同的阿帕奇语部落的侵扰，当时的霍皮族族长是“纳克瓦伊雅姆特瓦(Nakwaiyamtewa)”。
1851年，美国在亚利桑那州修建立了堡垒(Fort Defiance)，并在纳瓦霍族领地驻扎了军队，以扼制他们对霍皮族的威胁。“詹姆斯·卡尔顿”(James J. Carleton)将军在基特·卡森的协助下，指定了他们在该地区的活动范围。他们“抓捕”当地的纳瓦霍人并将他们关入到堡垒中。“纳瓦霍人的远行”(Long Walk of the Navajo)结果，就是霍皮人享受到一段短暂的和平期.
1847年，摩门教徒在犹他州定居，并试图说服印第安人改信摩门教。“雅各·汉布林”(Jacob Hamblin)，一名摩门教传教士，1858年第一次深入霍皮人领地，与霍皮印第安人达成了协定，1875年后期，耶稣基督后期圣徒教会在霍皮人土地上成立。

### 教育
1875年，英国商人托马斯·基穆(Thomas Keams)护送霍皮族长老到华盛顿特区会晤切斯特·艾伦·阿瑟总统，罗洛马(Loololma)，当时的奥赖比村首领，对华盛顿特区的印象非常深刻。他认为，是教育让白人有了这样的生活，他想要为霍皮人的孩子们建一所正规的学校。1886年，20名霍皮族长老签署了一份送给印第安事务专员的请愿书，请求"一所建在自己土地上的学校"。1887年，托马斯·基穆在基穆峡谷为霍皮族儿童开办了“基穆峡谷寄宿学校”。
奥赖比村人都不支持该学校，拒绝将孩子送到离村庄35英里(56公里)远的学校。基穆学校向霍皮族青年灌输欧美文明：强迫他们使用英语而放弃自己的传统。孩子们被迫放弃自己的部族身份，完全接受欧美文化。他们改变了发型和服饰，取了英文名字，学会了英语。男孩们学习耕作和木工手艺，而女孩被教导熨烫、缝纫和“文明”的餐饮服务。基穆学校还强化了欧美宗教。”美国浸礼会“提供了每天早上的学生服务和每周的宗教课程。1890年，印第安事务专员和其他政府官员抵达霍皮族领地，检查新学校的进展。当他们看到只有几名学生就读后，立即召来联邦军队，扬言要逮捕拒绝将孩子送入学校的父母。

### 霍皮族的土地
霍皮人始终将土地视为神圣，农业是他们的文化中非常重要的组成部分，他们的村庄分布在亚利桑那州北部。霍皮族和纳瓦霍族都没有界定和划分土地的概念。他们一直居住在祖先曾经居住过的土地上。1882年12月16日，切斯特·艾伦·阿瑟总统通过了一项“创建霍皮族保留地”的行政命令。该保留地与纳瓦霍族保留地相比太小，纳瓦霍族保留地是美国最大的印第安人保留地。
霍皮族保留地原本是一个55乘70英里(110千米)的长方形区，位于纳瓦霍族保留地中间，大约是纳瓦霍族村庄面积的一半。保留地虽然防止了白人定居者的侵占，但却不能使霍皮族免受纳瓦霍族的威胁。
霍皮族和纳瓦霍族继续进行着土地争斗，他们都有各自不同的维持生计方式，如纳瓦霍族人是放羊。最终，霍皮族人前往“内政和岛屿事务参议委员会”，请他们帮忙提供一个解决争端的方案。两部落就亚利桑那州北部1800000英亩（7300平方公里）的土地进行了争论。1887年，美国政府通过了《道斯土地分配法案》(Dawes Allotment Act)。其目的是将公共的部落土地划分到户，鼓励单户土地不超过640英亩(2.6平方公里)，以欧美方式经营的家庭农场。内政部宣布将部落剩余的“过剩”土地，由联邦政府对美国公民公开拍卖。对于霍皮族人来说，该法案将摧毁他们耕种能力，因为这是他们主要的收入手段。印第安事务局在西南部没有进行土地分配。

### 奥赖比村的分裂

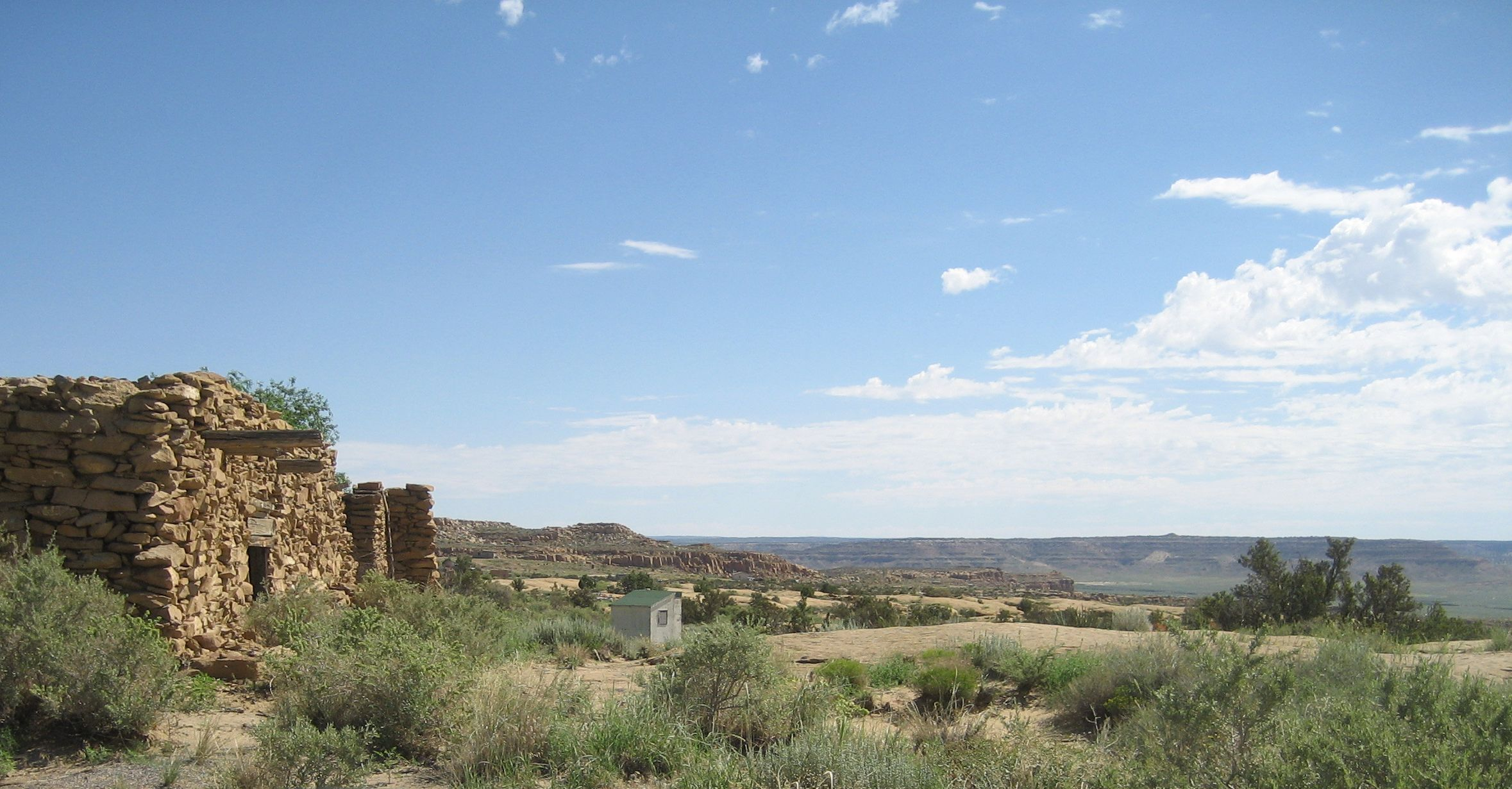
被遗弃的房子,奥赖比村全景

奥赖比村的首领，罗洛马积极支持霍皮人的教育，但在这个问题上人们产生了分裂。村中多数人极为保守，拒绝让自己的孩子上学。该部分印第安人被称为“敌派”，因为他们反对美国政府及它的强行同化政策。其余的奥莱比人被称“友派”，因为他们接受了白人。“敌派”拒绝让自己的孩子上学。 1893年，“奥赖比走读学校”在奥赖比村开学。虽然学校设在村内，但传统的父母们仍然拒绝让自己的孩子入学。
1894年，一群霍皮族父母宣布，他们反对来自华盛顿的想法，不想让自己的孩子接触美国白人文化。政府派出部队逮捕了19名家长并将他们送到恶魔岛监狱(Alcatraz Prison)，在那里，他们被关押了一年。另一位奥赖比首领，“洛马洪尤玛”，与“罗洛马”竞争村首领的位子。1906年，在一次敌派与友派间爆发冲突之后，该村分裂了，保守的敌派组成了一个叫“霍特维拉”(Hotevilla)的新村庄。

### 霍皮族的地位
在20世纪的曙光照耀下，美国政府为每个印第安保留地都设置了全日制学校、牧士、农业顾问和医生。每个印第安保留地都建立了自己的印第安人警察和部落法庭，并委任了在联邦政府中代表部落利益的首领或长官。在1910年政府对印第安人口的普查中，霍皮部落共有2000人，这是20年中人口最多的，而纳瓦霍族此时有22500成员，人口也不断得到增加。到本世纪初，大约只有3％霍皮人仍生活保留地内。1924年，美国国会正式宣布美国土著人均为美国公民。
根据1934年《印第安人重新组织法》，霍皮族建立了宪法，创建自己的部落政府，并于1936年入选部族委员会。霍皮族宪法在序言中规定，他们是一个自治部落，致力于维护村落间的和平与和睦，以保持“霍皮族人生活中美好的东西”。宪法由十三个不同的“条款”组成，所有条款都针对不同主题，涵盖领土、成员及带立法、行政和司法部门的部落政府组织。宪法的其余部分讨论了部落确认的12个行政村、土地、选举，人权法案等等。

### 霍皮族-纳瓦霍族土地纠纷
从20世纪40年代到70年代，纳瓦霍族不停地移动自己的村庄，越来越接近霍皮族人的土地，造成霍皮向美国政府提出土地问题。这导致所谓“第六区”(District 6)的设立，即环第一、第二和第三台地上的霍皮族村庄设置了一道边界，保留地缩减至501501英亩(2029.50平方公里)。1962年法院公布了“意见，事实发现及司法判决和结论”，这表明，美国政府不再授予纳瓦霍人在1882年所宣布的在霍皮族保留地上的任何形式的居留权，但其余的霍皮族土地要与纳瓦霍族人共享。
1961年-1964年间，霍皮族部族委员会与美国政府签订了租赁协议，允许企业勘探和开采石油、天然气及霍皮领地内的矿产物。这种矿产开发为霍皮部落带来了超过300万美元的收入。1974年，纳瓦霍-霍皮部落土地安置法案获得通过。随之，创立了迫使所有霍皮人或纳瓦霍人搬入到对方土地上生活的“纳瓦霍-霍皮印第人安搬迁委员会”。1992年，霍皮族保留地增至1500000英亩(6100平方公里)。

## 今天
霍皮部落自治地位已得到联邦政府承认，部落在亚利桑那州的凯克特斯姆维(Kykotsmovi)设立了总部。目前部落主席为勒罗伊·辛果泰瓦(Leroy Shingoitewa)。1936年12月19日部落理事会成立，其委员会组织结构如下：
- 上孟科匹(Upper Moenkopi):
  - 布鲁斯·弗雷德里克斯(Bruce Fredericks)
  - 丹尼·胡梅泰瓦·斯尔(Danny Humetewa Sr.)
  - 韦恩·库万哈伊玛(Wayne Kuwanhyoima)
  - 勒罗伊·索玛兹库库(Leroy Sumatzkuku)
- 巴卡维(Bacavi):
  - 拉马尔·基瓦玛(Lamar Keevama)
  - 戴维斯·弗·帕库萨(Davis F. Pecusa)
  - 勒罗伊·G.克万尼姆帕特瓦(Leroy G. Kewanimptewa)
- 凯克特斯姆维村(Kykotsmovi):
  - 丹尼·哈纳涅(Danny Honanie)
  - 诺曼·哈纳涅(Norman Honanie)
  - 迦勒·H·约翰逊(Caleb H. Johnson)
  - 纳达·塔拉尤姆佩特瓦(Nada Talayumptewa)
- 第二台地,米尚诺维(Mishongnovi):
  - 阿特·巴塔拉(Art Batala)
  - 默文·尤耶泰瓦(Mervin Yoyetewa)
  - 安妮特·费·塔拉尤姆佩特瓦(Annette F. Talayumptewa)
  - 玛丽莲·特瓦(Marilyn Tewa)
- 第一台地(First Mesa)
  - 当前无代表
- 副主席：赫尔曼·G. 哈纳涅(Herman G. Honanie)
- 部落秘书：玛莎·A·马斯(Martha A. Mase)
- 治安总长：维奥莱特·辛夸赫(Violet Sinquah)
- 部落财务总长：罗伯特·索玛兹库库(Robert Sumatzkuku)[17]

### 经济发展
霍皮部落赚取的大部分收入来自180万英亩(7300平方公里)纳瓦霍保留地上的天然资源，即从每年大量开采的煤炭中，部落获得的矿产特许权收益。在霍皮族土地上得到长期挖掘许可的煤炭开采，也是皮博迪西部煤炭公司最大的业务之一。霍皮部落2010年度的收入预算为2180万美元，而仅开采收入一项预计就达1280万美元。
霍皮经济开发公司(简称HEDC)是一个负责从市场机遇中寻求多元化发展的企业。该公司监督霍皮族文化中心和管理沃尔皮村(Walpi)的房产。公司经营的其他业务包括霍皮族位于弗拉格斯塔夫(Flagstaff，旗杆镇)和温斯洛市(Winslow)之间的三处峡谷农场；伊戈尔镇(Eagar)的26间牧场酒吧；霍尔布鲁克城(Holbrook)的霍皮族旅游广场；旗杆镇上的三处商用物业及在塞多纳(Sedona)的科科佩利酒店(Kokopelli)。
旅游业也是部落一项重要的收入来源，在亚利桑那州孟科匹(Moenkopi)，部落开设了有100间客房的孟科匹传统酒店和单幢度假屋，靠近图巴市(Tuba City)，是保留地上的第二家酒店。它向非霍皮族人提供了娱乐、讲演和教育示范以及旅游和住宿的场所。该项目预计将可提供400个职位。部落还在孟科匹经营 Tuvvi 旅游中心和 Tuvvi 咖啡厅。
霍皮族人一再反对将开设赌场视作一种商业机会.

## 文化

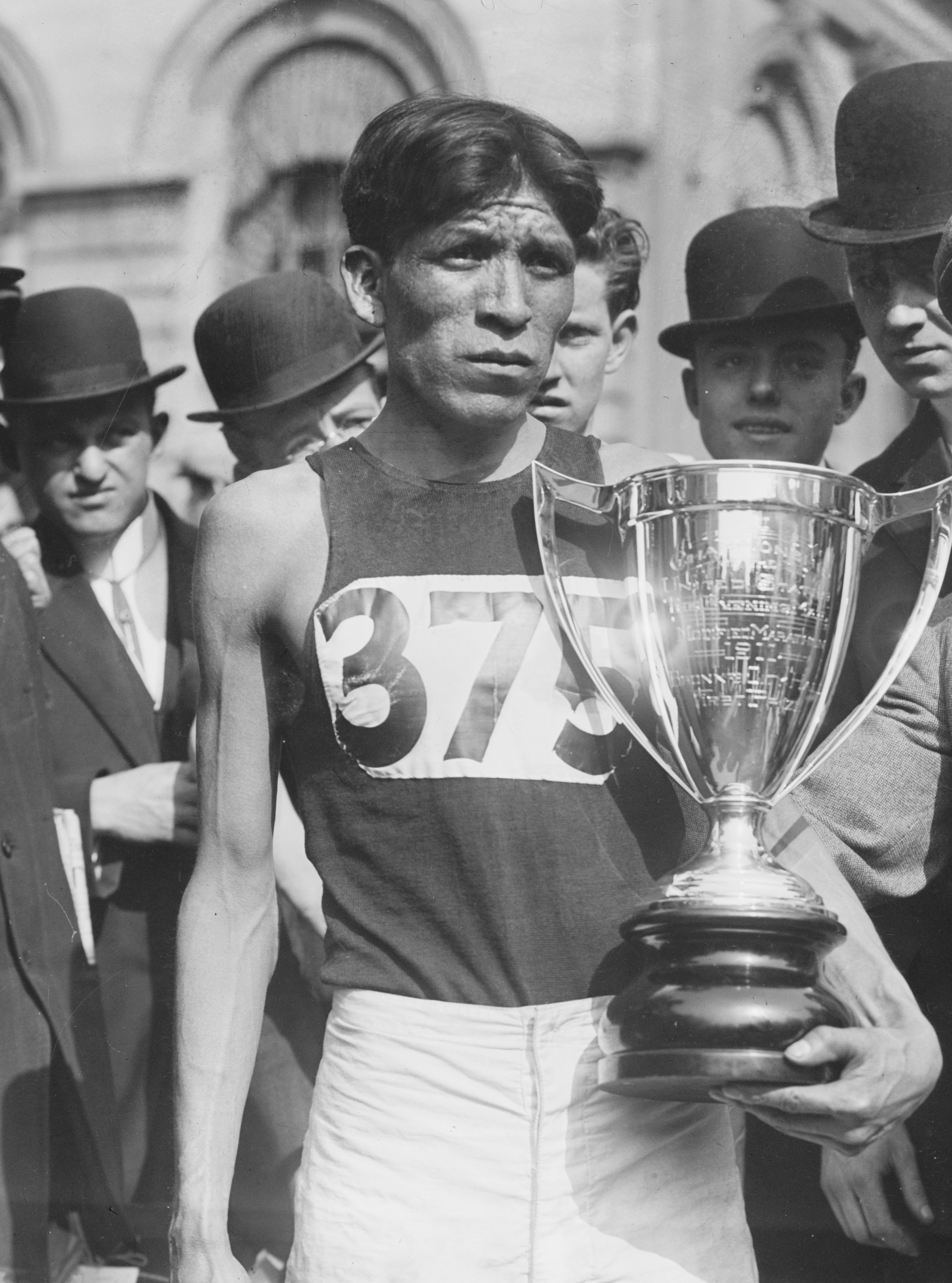
刘易斯·特瓦尼马, 奥林匹克运动员, 1911年

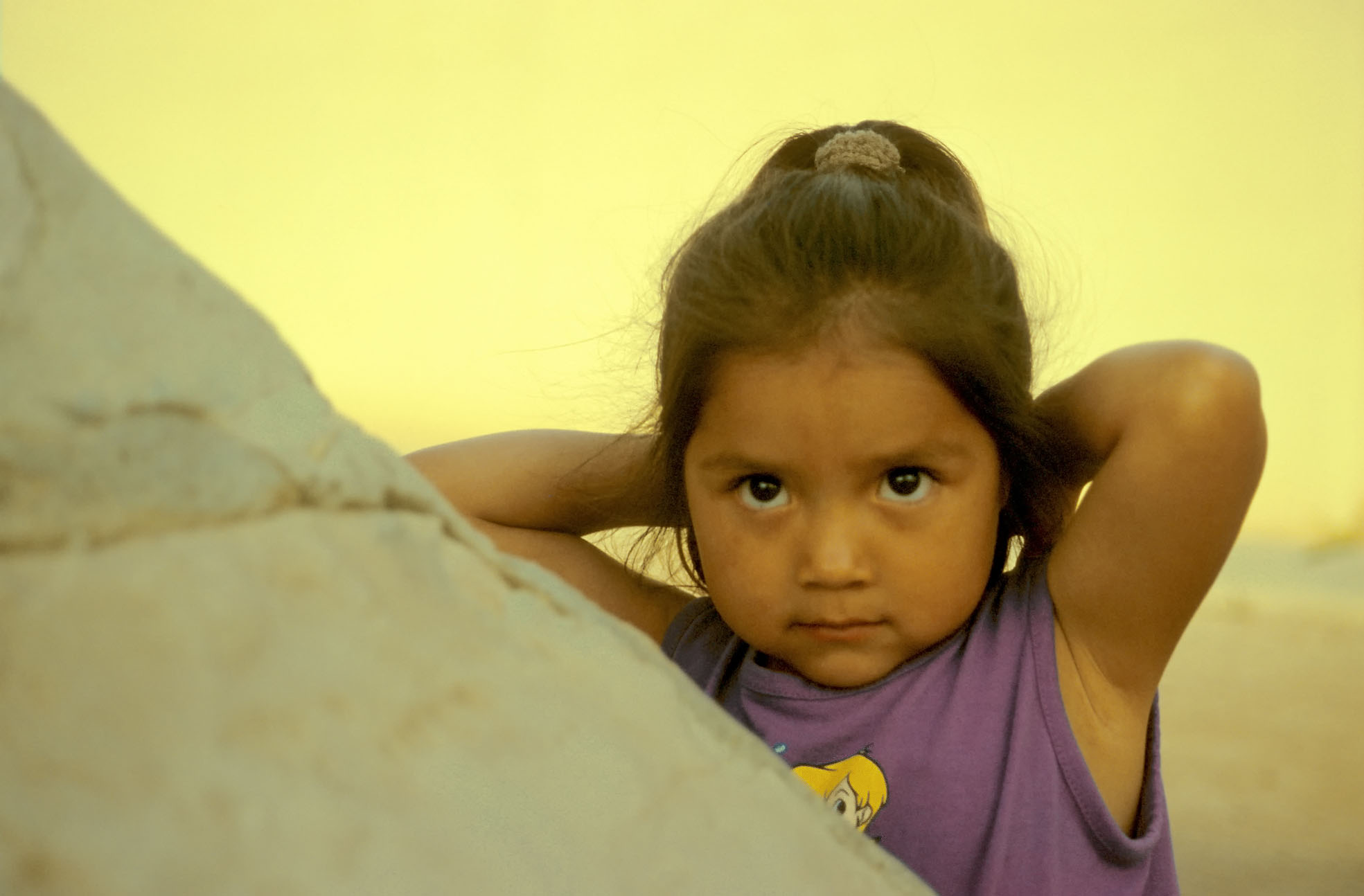
霍皮族保留区中的女孩.

霍皮这个名字是来自于他们的本名：“Hopituh Shi-nu-mu”(“和平的人们”或“和平的小家伙们”)的简称。“霍皮词典”给出“霍皮”一词的主要含义是“表里如一，保持彬彬有礼、文明、平和、有礼貌的霍皮式人”。在过去，霍皮族使用“霍皮”及其同源词来区别于普韦布洛人中其它更好战的部落。
霍皮是一个深根于文化信念、精神、道德和伦理观的概念，是霍皮人力争要实现的一个概念，即崇敬和尊重一切万物，并与它们和谐相处，按照创世神或大地守护神“马索”(Maasaw)的指示去生活，为整个世界的利益而遵守霍皮族的传统礼仪。
传统上，霍皮族属于母系氏族社会。男人结婚后，其孩子归属妻子家族。这些宗族关系交叉延伸到所有的村庄。孩子由女方家族来命名。在婴儿出生后的第二十天，女方家族将聚集到一起，每位妇女都带来一个名字和一件给孩子礼物。在某些情况下，很多亲戚将会到场，一个孩子可能会得到多达四十个以上的名字，孩子的父母通常会从中挑选一个要用的名字。目前的做法是，要么起一个非霍皮或英文名字，要么由家长选择一个霍皮族名字。一个人也可以因宗教因素，如克奇那宗教习俗，或生活中的某一重要事件而改名。
霍皮人定期操演一整套的传统仪式，虽然不是所有村庄都保留或拥有完整的礼仪仪式。这些仪式根据阴历来举行，并可在每个霍皮族村庄看到。就像其他美洲原住民群一样，虽然霍皮族也受到基督教及相关教派教义的影响。但它们仍无法让霍皮人完全放弃自己的传统宗教习俗。
传统霍皮人是高度熟练的小型自耕农，但霍皮人也有其它的挣钱方式，相当数量的霍皮人从事的主要工作是制作高品质霍皮艺术品，特别是雕刻“克奇那娃娃”、烧造特色陶瓷品，设计和制作高级珠宝，尤其是纯银饰品等。
霍皮人采集和晾晒一种叫Thelesperma megapotamicum的多年生植物，已知的常规名称叫霍皮茶，用它制作一种草本茶，作为药用和黄色颜料。

## 霍皮族名流

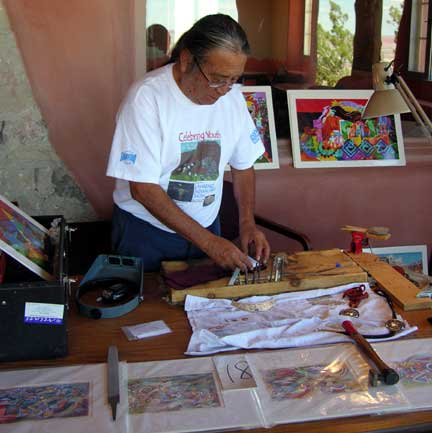
迈克尔·凯博提(1942年—2009年),银匠和画家

- 托马斯·班亚雅(Thomas Banyacya，约生于1909年-1999年)，霍皮族传统首领的翻译和发言人。
- 让·弗雷德里克斯(Jean Fredericks，1906年–1990)，霍皮族摄影师和前“部族委员会”主席 [29][30]
- 黛安·胡梅泰瓦(Diane Humetewa)，美国亚利桑那州区律师
- 弗雷德·凯博提(Fred Kabotie，大约1900年–1986年)，画家和银匠。
- 迈克尔·凯博提(Michael Kabotie，1942年–2009年)，画家、雕塑家和银匠
- 查尔斯·罗洛玛(Charles Loloma，1912年–1991年)，珠宝商、陶艺家和教育家
- 琳达·罗玛哈福特瓦(Linda Lomahaftewa)，版画家、画家、教育家
- 海伦·那哈(Helen Naha，1922年–1993年)，陶艺家
- 泰拉·那哈(Tyra Naha)，陶艺家
- 丹·纳明哈(Dan Namingha，生于1950年)，霍皮-特瓦族画家和雕塑家
- 埃尔娃·南培尧(Elva Nampeyo)，陶艺家
- 范妮·南培尧(Fannie Nampeyo)，陶艺家
- 爱丽思·南培尧(Iris Nampeyo)(大约1860年–1942年)，陶艺家
- 洛瑞·皮尔斯特瓦(Lori Piestewa，1979年–2003年)，美国陆军军需兵团士兵，在伊拉克战争中阵亡。
- Dextra Quotskuyva(出生于1928年)，陶艺家
- 埃默里·塞卡夸帕泰瓦(Emory Sekaquaptewa，1928年–2007年)，霍皮族头人，语言学家、词典编辑者，美国陆军军官，西点军校毕业， 珠宝商、银匠。
- 菲利普·塞卡夸帕泰瓦(Phillip Sekaquaptewa，出生于1956年)，珠宝商、银匠(埃默里的的侄子)
- Don C. Talayesva (生于1890–?)，自传和传统主义者。
- 刘易斯·特瓦尼马(Lewis Tewanima，1888年–1969年)，奥林匹克长跑亚军。
- 图维(Tuvi，图巴市长) (大约在1810年–1887年)亚利桑那州图巴市命名后，第一位改信摩门教的霍皮人。

## 霍皮人的历史照片

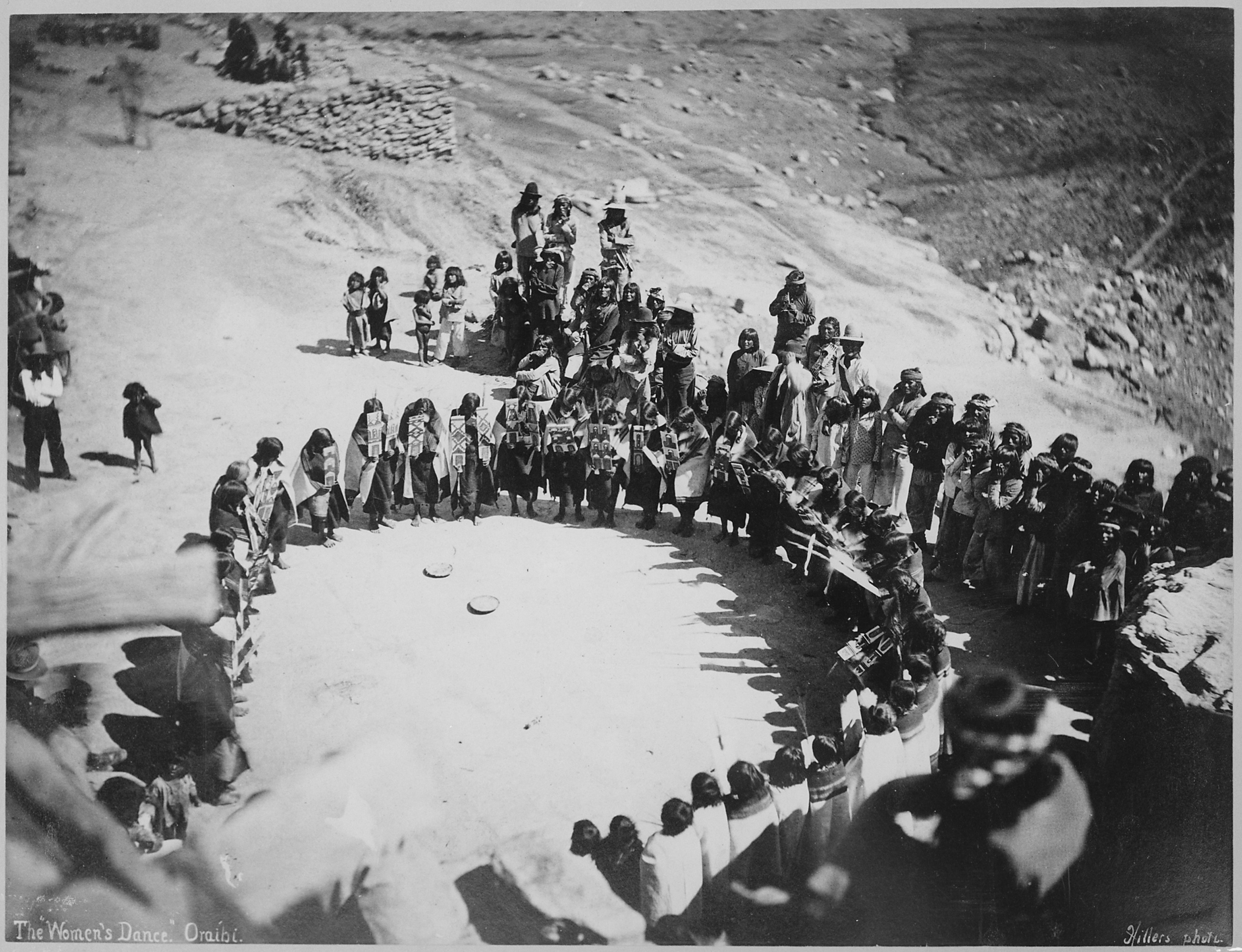
霍皮族妇女舞蹈, 1879, 奥赖比村,亚利桑那洲, 约翰 K.希勒斯拍摄
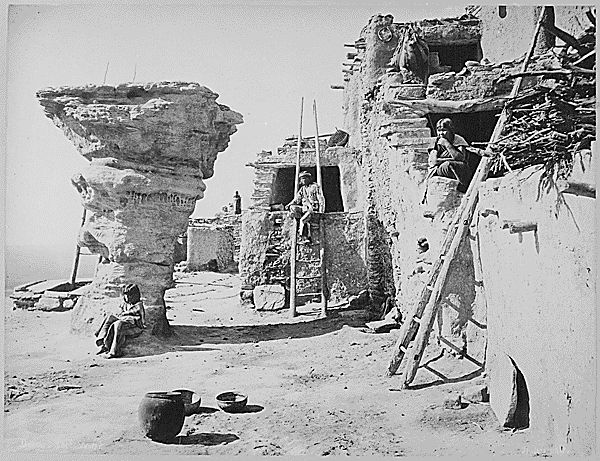
舞蹈的岩石, 1879年, 霍皮族,亚利桑那洲,约翰 K.希勒斯拍摄
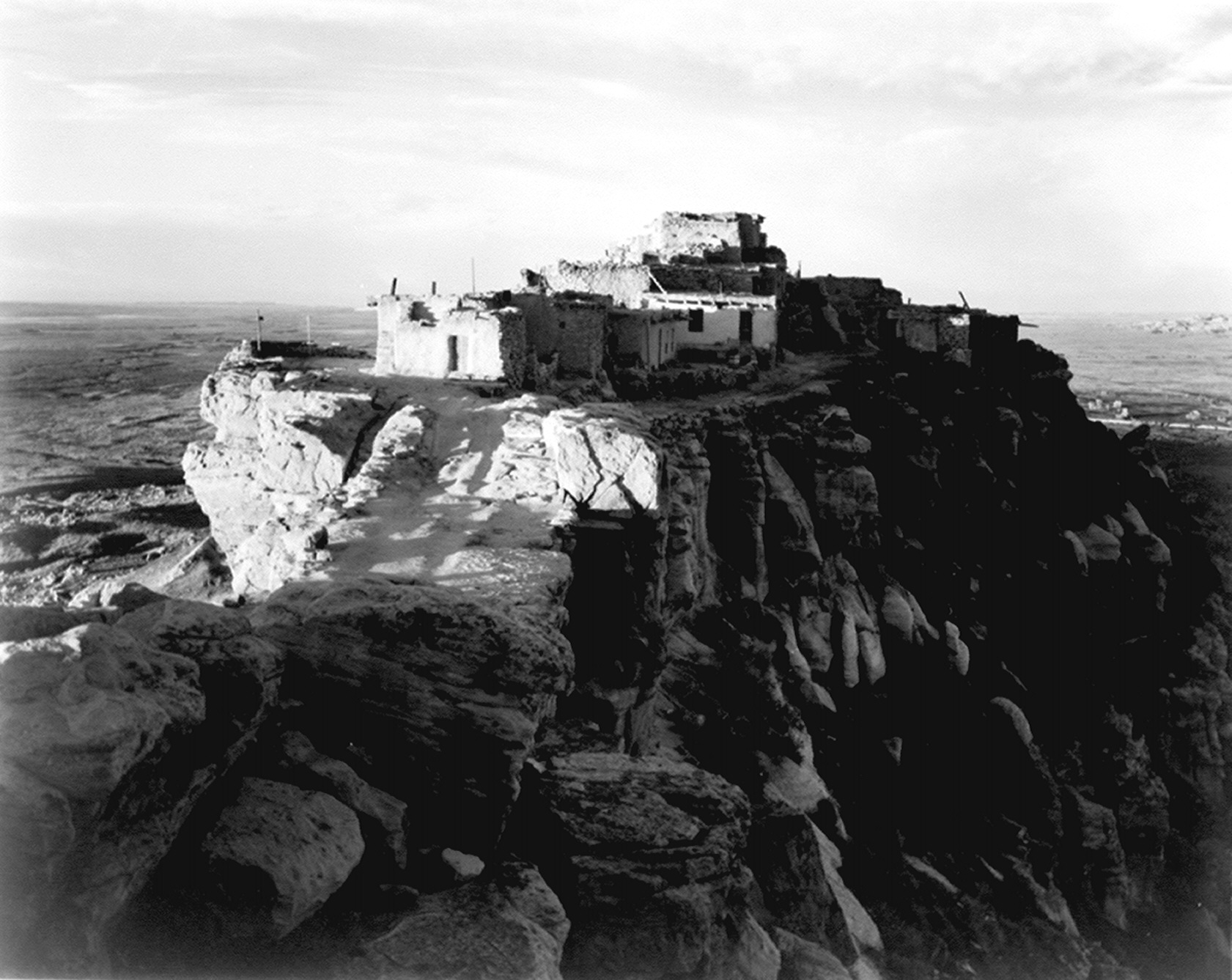
霍皮族传统村庄沃尔皮,1920年
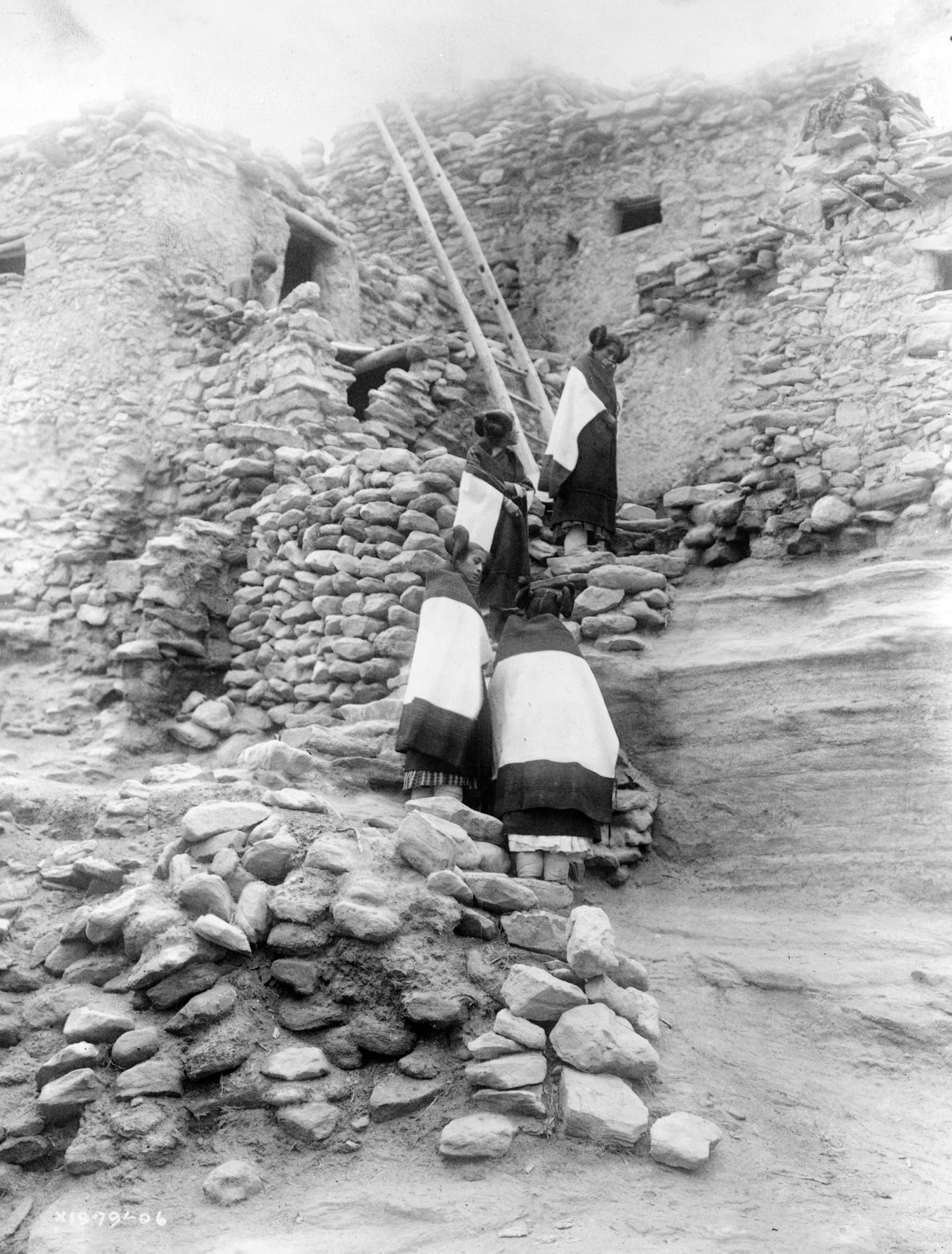
传统的霍皮族房屋,1906年,爱德华 S.柯蒂斯拍摄
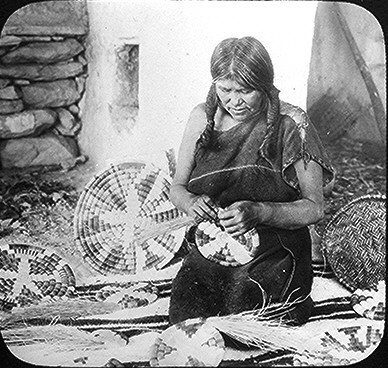
霍皮族编篮人 1900年,亨利·皮博迪拍摄
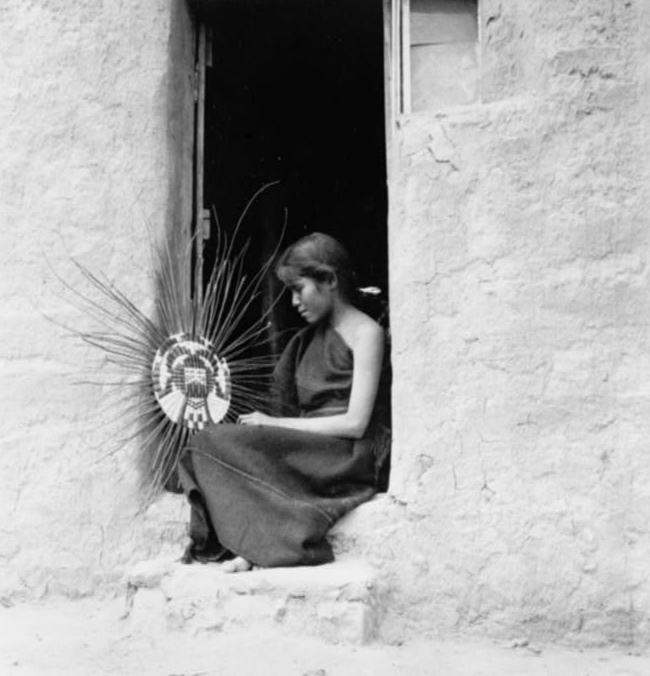
霍皮族编篮人
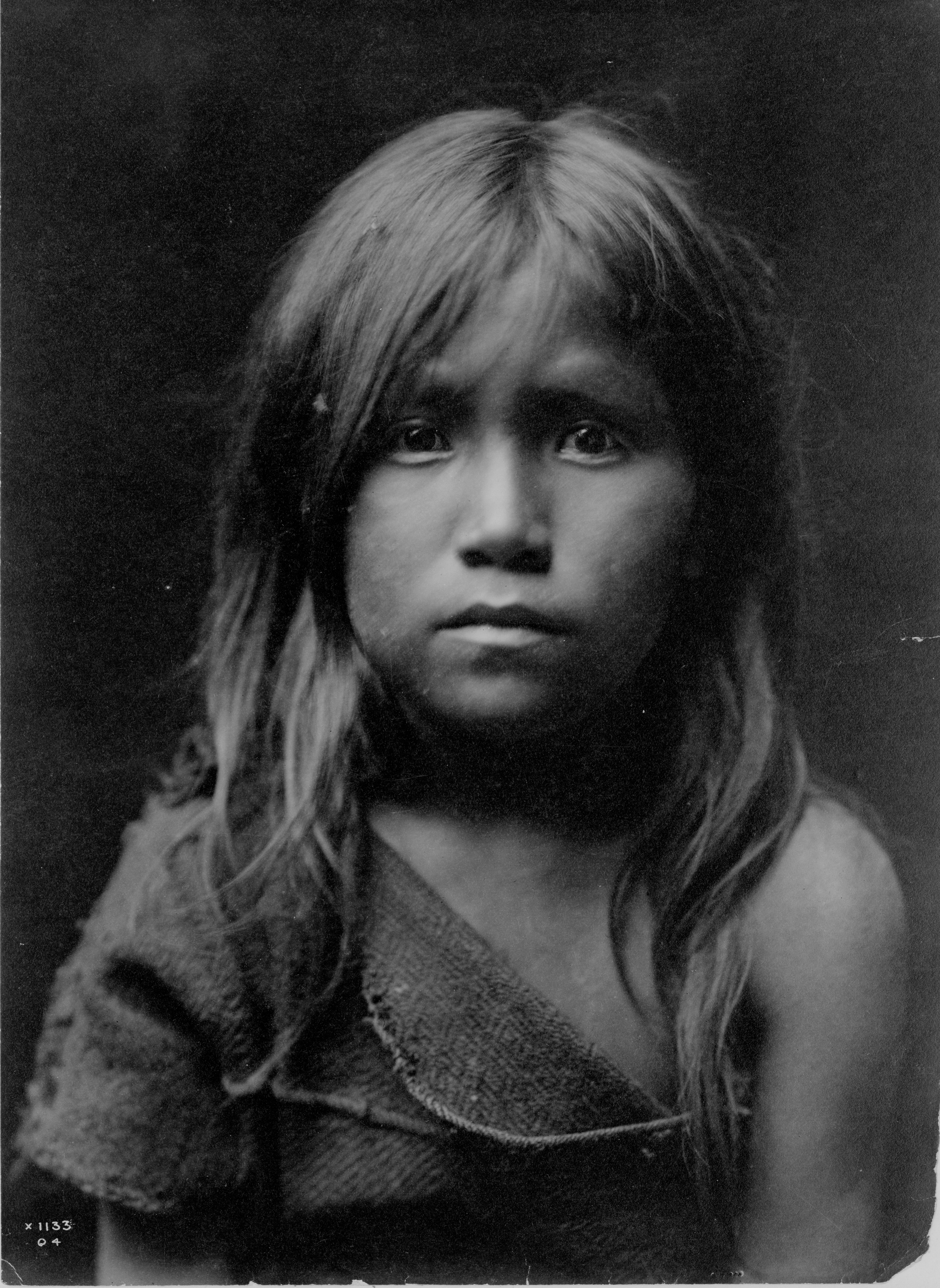
霍皮女孩,爱德华 S.柯蒂斯拍摄
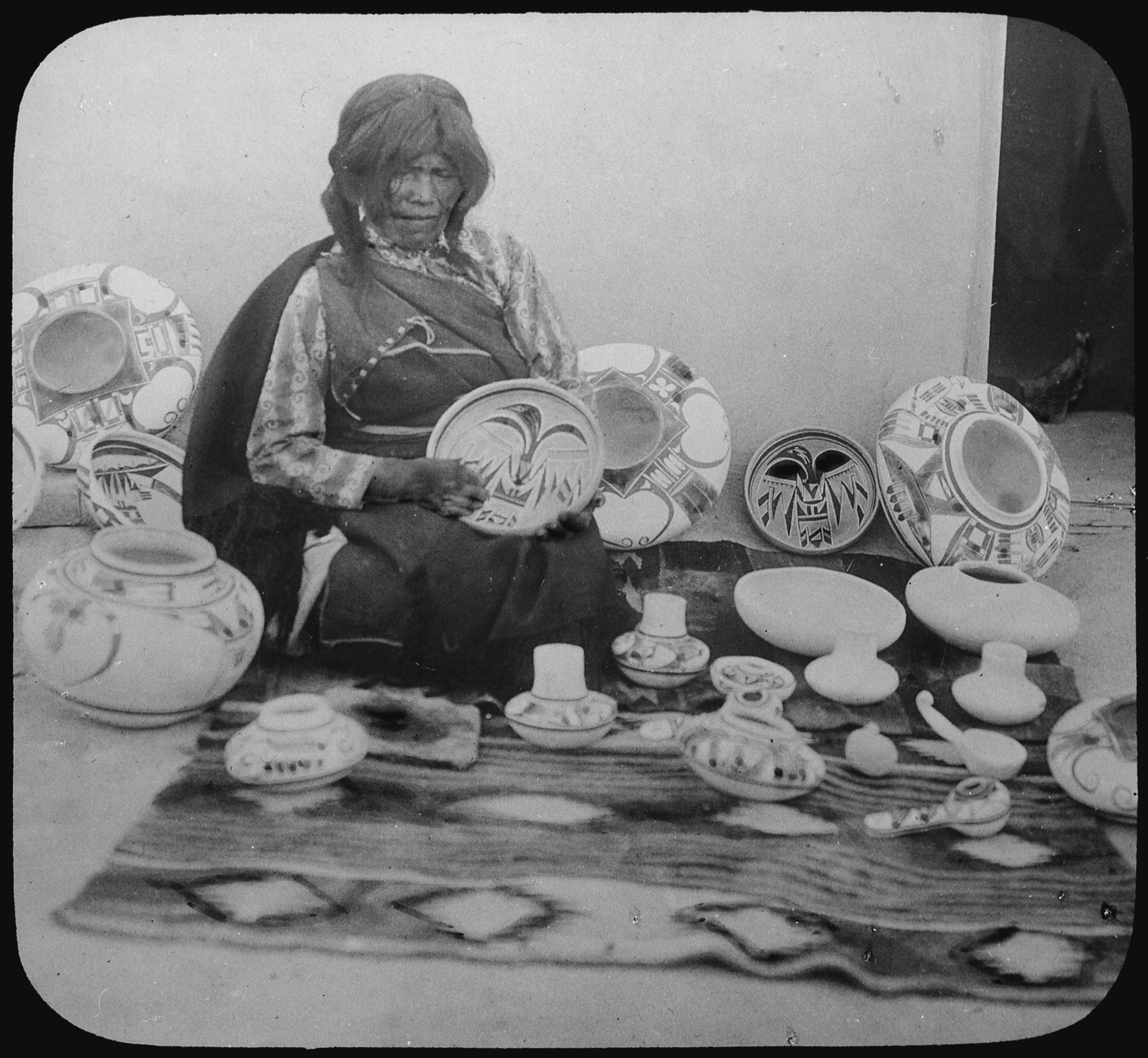
爱丽思·南培尧,世界著名的霍皮族陶艺家及她的作品. 1900年, 亨利·皮博迪拍摄
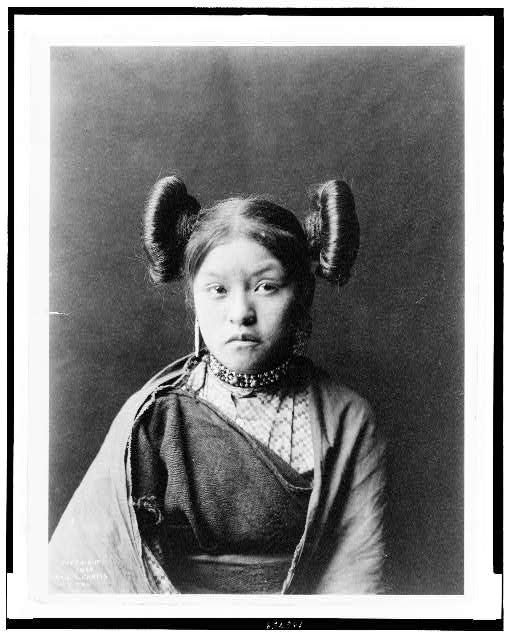
1900年拍摄的沃尔皮村霍皮女孩,“南瓜花”发型表示她年已及笄
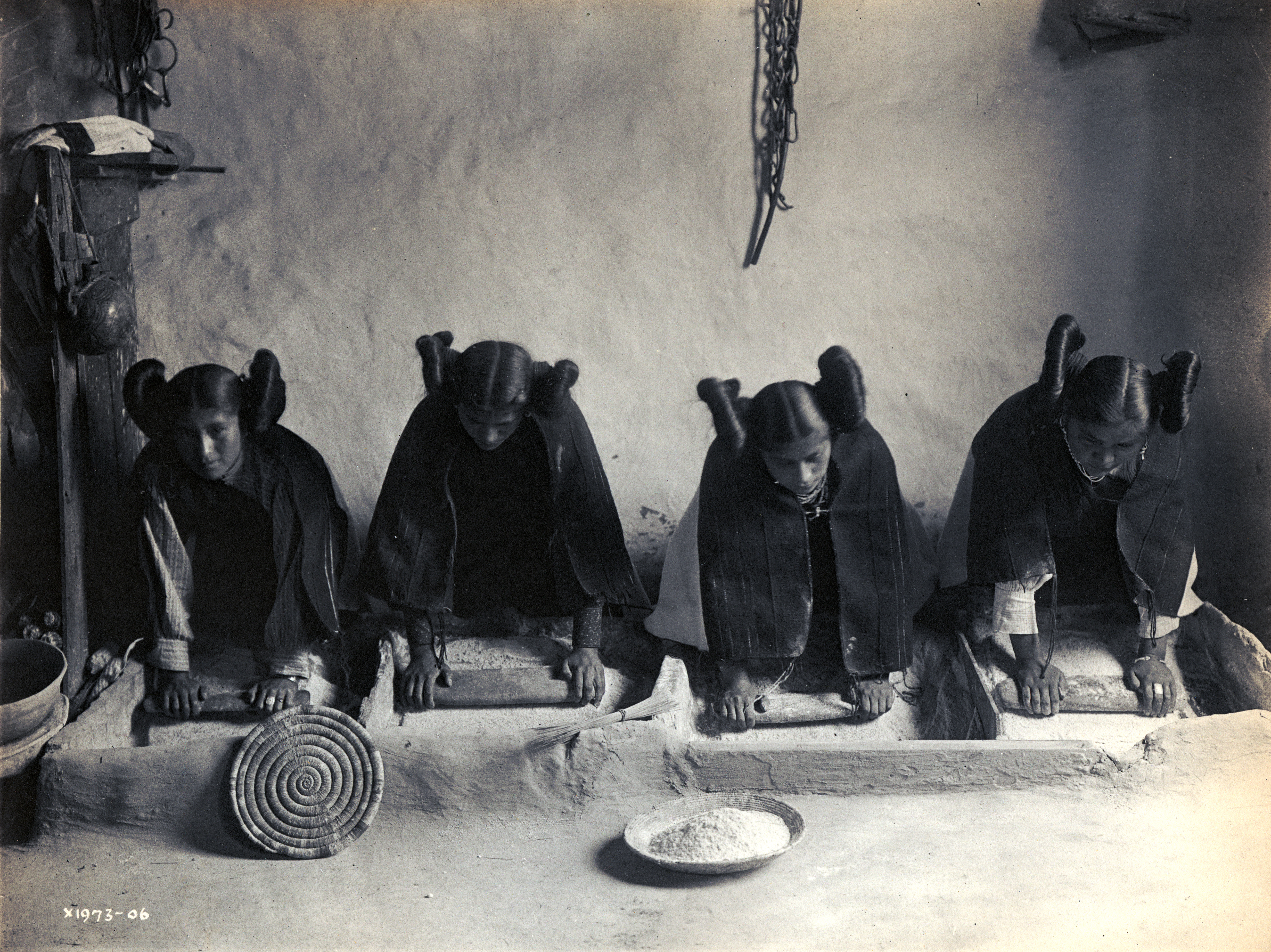
四位年轻的霍皮族印第安妇女在磨面,1906年,爱德华 S.柯蒂斯拍摄
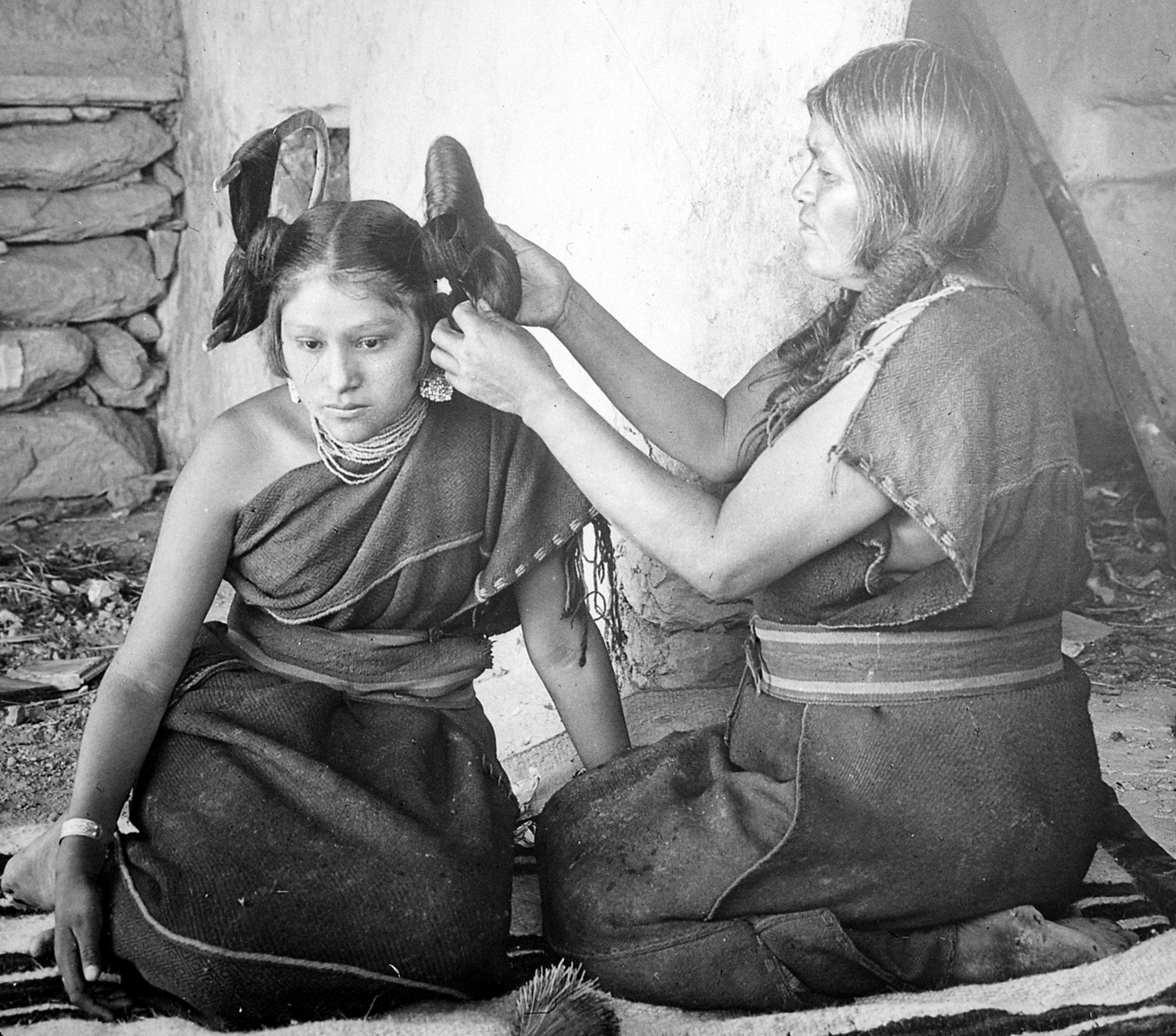
霍皮族妇女正在为未婚女孩梳发,1900年,亨利·皮博迪拍摄
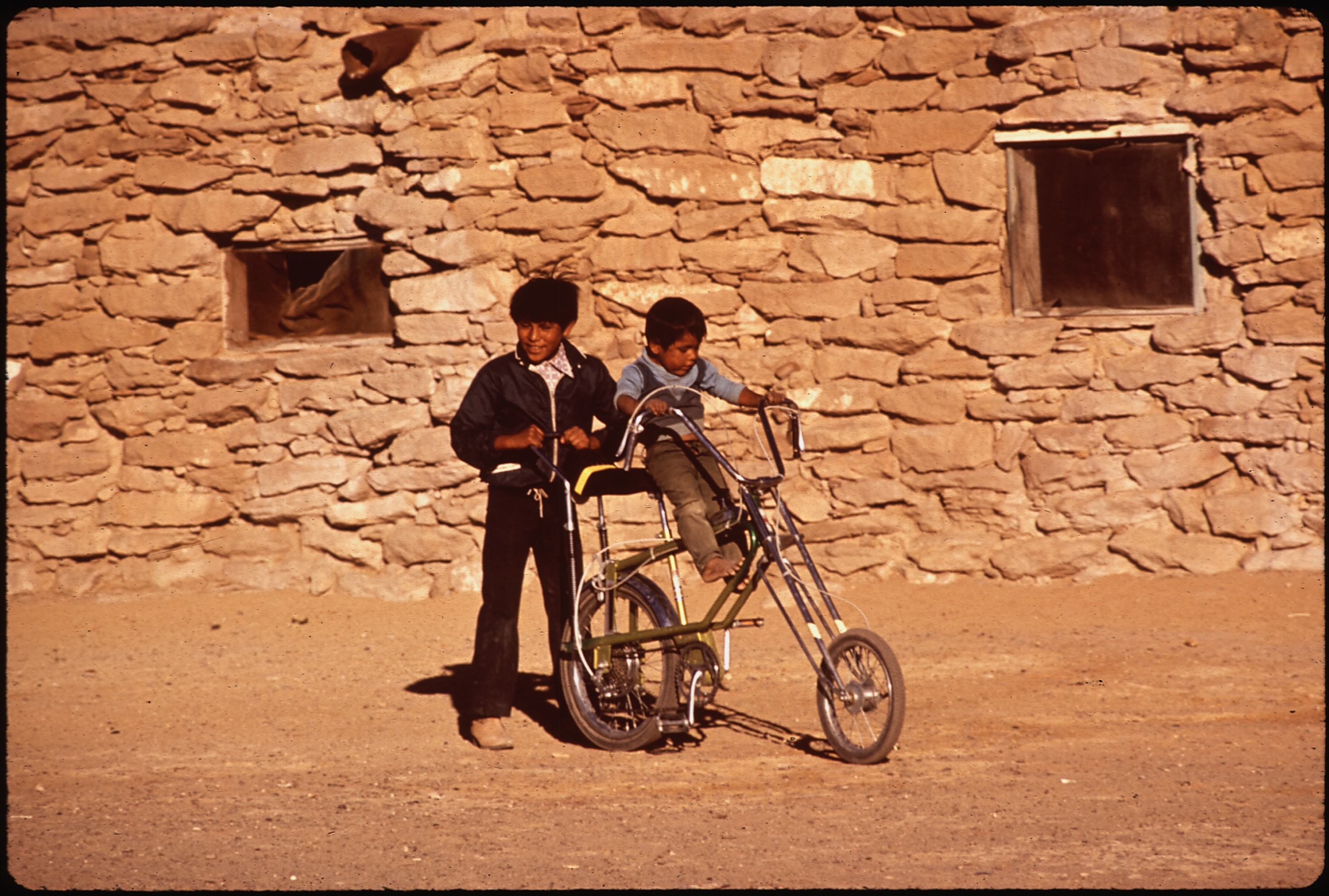
霍皮保留地中骑乔普自行车的孩子们, 霍皮保留地, 1970年

## 备注
1. 1 2   （页面存档备份，存于） 美国人口调查局
2. ↑  .   [2014-03-17]. （原始内容存档于2014-08-11）.
3. ↑  .   [2014-03-17]. （原始内容存档于2018-09-30）.
4. ↑  . （nau.edu 原始内容 请检查|url=值 (帮助)存档于2008-05-30）.
5. 1 2 3 4 5 6 7 8 9  怀特利，彼得 M. 故意行为, 亚利桑那洲图森市: 亚利桑那大学出版, 1988: 14–86.
6. 1 2 3 4 5 6  布鲁, J.O.“霍皮史前史和截止1850年的历史” 在阿隆索奥尔蒂斯, vol. ed., 西南, vol. 9, in William C. Sturtevant, gnl. ed., 北美印第安人手册, 华盛顿特区: 史密森学会, 1979: 514–523.
7. 1 2 3  克莱默，理查德·奥. 空中之路, 博尔德, 科罗拉多州.:西景出版公司, 199年5: 30–90.
8. 1 2 3 4 5 6 7  多克斯塔德, 弗雷德里克 J. “霍皮族的历史, 1850–1940.” In Alonso Ortiz, vol. ed., Southwest, vol. 9, in William C. Sturtevant, gnl. ed., 北美印第安人手册.华盛顿特区: 史密森学会, 1979年: 524–532.
9. ↑  亚当斯, 大卫·华莱士. "霍皮族的学校教育:联邦印第安政策的缩影, 1887–1917", 太平洋历史回顾, Vol. 48, No. 3. 加利福尼亚大学出版, (1979): 335–356.
10. 1 2  约翰逊, S.瑞恩, 普雷斯顿, S.H. "部落人口:从1900年美国人口普查手稿所看到的霍皮族和纳瓦霍人群", 社会科学历史, Vol. 3, No. 1.杜克大学出版, (1978): 1–33.
11. ↑  
美国国会、参议院、内政和岛屿事务委员会. 纳瓦霍-霍皮族土地纠纷: 内政和岛屿事务委员会听证, 1974年,华盛顿特区: 美国政府印刷局,(1974年): 1–3.
12. 1 2  霍皮族教育资助基金 的存檔，存档日期2009-10-11.. 访问日期:2009年11月13日.
13. ↑  "霍皮部落宪法" （页面存档备份，存于）, 全国部落司法资源中心的部落代码用宪法. 在线. 2009年11月28日.
14. 1 2  霍皮族文化保护办公室. 在线. 可访问: http://www.nau.edu/~hcpo-p/ （页面存档备份，存于）. 2009年11月12日.
15. ↑  克莱默，理查德·奥. “霍皮族的历史, 1940–1974.” In Alonso Ortiz, vol. ed., Southwest, vol. 9, in William C. Sturtevant, gnl. ed., 北美印第安人手册.华盛顿特区: 史密森学会, 1979年: 533–538.
16. ↑  "部落通过的部落政府: H." 的存檔，存档日期2011-12-29. 美国印第安人全国代表大会.(2010年9月1日检索)
17. ↑  "部落政府." （页面存档备份，存于） 霍皮部落 2009年(2010年9月1日检索)
18. ↑  贝里, 卡罗尔. . Indiancountrytoday.com. 2009年1月14日  [2010年11月14日].[永久]
19. ↑  贝里, 卡罗尔. . Indiancountrytoday.com. 2010年1月13日  [2010年11月14日].[永久]
20. ↑  梅, 蒂娜. . Hopi-nsn.gov. 2010年1月6日  [2010年11月14日]. （原始内容存档于2011年5月4日）.
21. ↑  . Experiencehopi.com.   [2010年11月14日]. （原始内容存档于2018年10月13日）.
22. ↑  丰塞卡, 费里西亚. . Indiancountrytoday.com. 2009年12月9日  [2010年11月14日].[永久]
23. ↑  . Experiencehopi.com.   [2010年11月14日]. （原始内容存档于2011年6月6日）.
24. ↑  赫尔姆斯, 凯西. . Gallupindependent.com. 2004年5月20日  [2010年11月14日]. （原始内容存档于2011年8月12日）.
25. ↑  . Ausbcomp.com.   [2013-02-17]. （原始内容存档于2019-05-01）.
26. ↑  霍皮字典项目,人类学应用研究局, 亚利桑那大学局, , 图森市: 亚利桑那州大学.: 99–100, 1998年, ISBN 0-8165-1789-4
27. ↑  康纳利, 约翰 C., "霍皮族社会组织." 在阿隆索奥尔蒂斯, vol. ed., 西南, vol. 9, 在威廉·斯特蒂文特, gnl. ed., 北美印第安人手册,华盛顿特区: 史密森学会, 1979年: 539–53, p. 551
28. ↑  . 新墨西哥州立大学.   [2014年2月26日]. （原始内容存档于2008年5月9日）.
29. ↑  Masayesva, Victor. 霍皮摄影师,霍皮族图片.亚利桑那洲图森市: Sun Tracks & 亚利桑那大学出版, 1983: 42. ISBN 978-0-8165-0809-9.
30. ↑  霍克西, 弗雷德里克. 北美印第安人百科全书. 马萨诸塞州波士顿: 霍顿·米夫林公司, 1996: 480. ISBN 978-0-395-66921-1

## 延伸阅读
- 克莱默，理查德·奥. "空中之路: 霍皮族印第安人在一个世纪中的变化".博尔德: 西景图书, 1995年.
- "土著人的声音 – 原住民在联合国的演讲"亚历山大·尤恩编辑, Clear Light 出版社, 新墨西哥州圣达菲市, 1994年, 第176页. 托马斯·班亚雅等在联合国
- 苏珊和杰克页, '霍皮族, Abradale 出版, 哈里·N. 艾布拉姆斯 （页面存档备份，存于）, 1994年, 特大精装插图, 第230页, ISBN 0-8109-8127-0, 1982年版, ISBN 0-8109-1082-9
- 阿尔菲·塞卡库库, "霍皮族克奇那传统: 跟随着太阳和月亮" 1995年
- 阿方索·奥尔蒂斯,编辑. 北美印第安人手册, vol. 9, 西南. 华盛顿: 史密森学会, 1979年. ISBN 0-16-004577-0.
- 纽约时报文章,布鲁斯·韦伯撰写的"Reggae Rhythms 对一个岛屿部落的发言", 1999年9月19日 （页面存档备份，存于）
- 弗兰克·沃特斯, 霍皮人之书. 企鹅图书 (非经典), (1977年6月30日), ISBN 0-14-004527-9
- 弗兰克·沃特斯, 蒙面神:纳瓦霍及普韦布洛人礼仪, 燕子出版社, 1950年; 俄亥俄大学出版社, 1984, ISBN 0-8040-0641-5
- 格伦, 埃德娜; 旺德, 约翰 R.; 罗林斯, 威拉德·休斯; 马丁, C. L.  电子书. digitalcommons.unl.edu. 2008年  [2014-03-17]. （原始内容存档于2021-04-24）.

哈里·詹姆斯, "来自霍皮历史之页" 亚利桑那大学出版, 1974年
哈罗德·库兰德, "霍皮人的第四个世界" 新墨西哥大学出版,1987年